# Anders Andersson i Roknäs
Anders Andersson (i riksdagen kallad Andersson i Roknäs), född 17 november 1765 i Piteå socken, död 29 augusti 1845 i Piteå socken, var en svensk riksdagsman i bondeståndet.
Andersson företrädde Piteå, Råneå, Över-, Nederkalix, Över-  och Nedertorneå samt Karl Gustavs tingslag av Norrbottens län vid 1812 års urtima riksdag.
Andersson var elektor för bondeståndets utskottsval och ledamot i bevillningsutskottet.